# Sören Fischer
Sören Fischer (* 1964 in Stuttgart) ist ein deutscher Jazzmusiker (Posaune).

## Leben und Wirken
Fischer lebt seit 1985 in Berlin, wo er an der Hochschule der Künste Berlin bei David Friedman und Jerry Granelli studierte. Weiterhin bildete er sich in New York, Banff/Kanada und Gambia weiter.
Zunächst gehörte er zum Ensemble von Michael Sell und war als Posaunist an zwei Einspielungen von dessen Werken beteiligt. Dann war er Teil des Berlin Contemporary Jazz Orchestra, das mit Alexander von Schlippenbach arbeitete (Morlocks). Er ist Mitglied der RIAS Big Band Berlin und der Bigband der Deutschen Oper Berlin. 1999 veröffentlichte er mit seiner Gruppe die CD Don’t Change Your Hair for Me, die von der Kritik positiv besprochen wurde.
Fischer gehört weiterhin zu Thärichens Tentett, mit dem er durch China, Süd-Indien und Vietnam tourte. Auch ist er auf Alben von Lisa Bassenge, Jazzanova und Wolfgang Haffner zu hören. Weiterhin arbeitete er mit Ray Brown, Scorpions, James Morrison, Toots Thielemanns, Cyndi Lauper, Holly Cole, Till Brönner, Jim McNeely, Richie Beirach, Joe Gallardo, Aki Takase, Conny Bauer, Nils Petter Molvaer, De Phazz, der German Trombone Vibration und der NDR-Bigband. Als Studiomusiker war er zudem für Robbie Williams, Metallica, Pigor & Eichhorn, Udo Jürgens und Nana Mouskouri tätig.
Fischer war Lehrbeauftragter für Posaune an der Hochschule für Musik „Hanns Eisler“ Berlin (1995–2003), am Jazz-Institut Berlin (2005–2007) und der UdK Berlin (2009) und unterrichtet u. a. an den Musikschulen Friedrichshain-Kreuzberg und City West.

## Preise und Auszeichnungen
Fischer erhielt Preise und Stipendien bei Jugend musiziert, Jugend jazzt und der Berliner Jazzförderung.